# Pactol
Pactol (en grec antic Πακτωλός, Pactolos), va ser un déu fluvial de la mitologia grega fill d'Oceà i de Tetis. Algunes tradicions el fan fill de Zeus i de Leucòtea. Va ser pare d'Eurianassa.
És el déu del riu homònim més important de Lídia, a l'Àsia Menor. El seu curs arrossegava partícules d'or d'ençà que Mides s'hi va banyar per despendre's del seu poder de convertir en or tot el que toqués. Nonnos explica a les Dionisíaques que durant una celebració dels misteris d'Afrodita, va desflorar, sense saber-ho, la seva germana Demòdice. Quan ho va saber, es va llançar al riu anomenat Cisòrroas (que vol dir "corrent d'or" perquè les seves aigües porten palletes d'or), riu, que després del seu suïcidi va prendre el nom de Pactol.